# Charadai
Charadai är en kommunhuvudort i Argentina.   Den ligger i provinsen Chaco, i den nordöstra delen av landet, 800 km norr om huvudstaden Buenos Aires. Charadai ligger 67 meter över havet och antalet invånare är 2 538.
Terrängen runt Charadai är mycket platt. Trakten runt Charadai är nära nog obefolkad, med mindre än två invånare per kvadratkilometer.. Charadai är det största samhället i trakten.
I omgivningarna runt Charadai växer huvudsakligen savannskog.